# Guido Paevatalu
Guido Paevatalu (født 14. april 1951) er en dansk operasanger (baryton). Søn af en dansk mor og en estisk far. Han er uddannet ved Operaakademiet i København, og i 1982 debuterede han på Det Kongelige Teater i rollen som Billy Benson i Werles opera Animalen. I 1984 fik han et stort gennembrud som Figaro i Barberen i Sevilla og har siden sunget alle de store barytonroller herunder Papageno i Tryllefløjten, Marcel i La Bohème, titelpartiet i Don Juan, Wolfram i Tannhäuser og Beckmesser i Mestersangerne i Nürnberg. Han har lagt dansk stemme til guvernør Ratcliffe i Disneys Pocahontas (1995) og Pocahontas 2: Rejsen til England (1998) samt Montezuma i Beverly Hills Chihuahua (2008). Han har tidligere arbejdet nogle år som sanglærer på Nordvangskolen i Glostrup.
 Der er for få eller ingen kildehenvisninger i denne artikel, hvilket er et problem. Du kan hjælpe ved at angive troværdige kilder til de påstande, som fremføres i artiklen.